# 森下卓
森下 卓（もりした たく、1966年7月10日 - ）は、将棋棋士。花村元司九段門下。棋士番号は161。福岡県北九州市小倉区（現:小倉南区）出身。著名な家族にソプラノ歌手の白川深雪（義姉）。

## 棋歴

### プロ入り～1980年代
小学4年生の正月に父に教わり将棋を始める。わずが1年8ヶ月後の1978年、12歳で奨励会に合格し入会。福岡に住んでいたため、祖母とともに上京した。
花村元司九段門下となった経緯は地元・北九州のアマ時代の先生の尽力。面識がないなか、「頼んでみよう」と花村に手紙を送ってくれたという。試験将棋を経て入門を認められ奨励会試験を受けることになった。当時は森下本人も周囲も全く受かると思っておらず、思い出受験の気持ちもあったと語っている。
1983年9月に17歳でプロデビュー。以来、後に「羽生世代」と呼ばれる棋士達とともに「チャイルドブランド」の一角として活躍。
1984年、第26期王位戦（1985年度）の予選を4連勝で勝ち抜いてリーグ入りし、頭角を現す。なお、この王位リーグでは2位タイの成績を残したが、同星の中原誠との残留決定戦で敗れ、残留に失敗している。
1985年度、第16期新人王戦で決勝に進出。井上慶太との番勝負は1勝2敗で敗退し、準優勝。
1986年度、第5回早指し新鋭戦で決勝に進出したが、小野修一に敗れ準優勝に終わる。
1987年度は、第21回早指し戦と、第6回早指し新鋭戦の2棋戦で決勝に進出したが、両方とも決勝で敗れ準優勝であった。
第47期順位戦（1988年度）C級2組で9勝1敗・1位の成績を収め、順位戦初昇級となった。また、第29期王位戦では王位リーグ入りを決めると、4勝1敗で白組優勝を果たしたが、挑戦者決定戦にて森雞二に敗れる（リーグ残留には初成功）。
1989年度では、第2期竜王戦にて4組ランキング戦の優勝を決めると、本戦でも3連勝で挑戦者決定戦に進出したが、羽生善治に2連敗し敗退。第30期王位戦では再び4勝1敗で白組優勝をするが、挑戦者決定戦で谷川浩司に敗退（翌期リーグ陥落）。しかし、第12回オールスター勝ち抜き戦で5連勝を決め（最終的に6連勝）、棋戦初優勝を果たす。

### 1990年代
1990年度は、新人王戦の決勝三番勝負で、大野八一雄を2-0を破って優勝。続けて第六回天王戦で優勝(全棋士参加棋戦初優勝)し、全日本プロトーナメントでも決勝五番勝負で、桐山清澄を3-1で下して優勝。
第40期王将戦では初の王将リーグ入りを決め、5勝1敗の成績でプレーオフに進むが、南芳一に敗戦。また、その勢いで1990年度後期の第57期棋聖戦にて優勝し、タイトル初挑戦を決めたが、屋敷伸之との5番勝負は1勝3敗で敗退した。
1991年度は、第49期順位戦のC級1組で9勝1敗となり、1位でB級2組へ昇級（同時昇級者は神谷広志）。第4期竜王戦では3組ランキング戦で優勝。挑戦者決定戦まで進み、小林宏を破って谷川浩司竜王に挑戦したが、2勝4敗で敗退。
その他、第17期棋王戦では挑戦者決定戦に進出、第10回全日本プロ将棋トーナメント・第22回新人王戦・第10回早指し新鋭戦の3棋戦では準優勝、などの好成績を収めている。
1992年度は、第33期王位戦にてリーグに復帰。紅組で4勝1敗となるが、佐藤康光にプレーオフで敗退。第12回オールスター勝ち抜き戦では6連勝し、同棋戦にて2回目の優勝。
1993年度では第51期順位戦のB級2組で9勝1敗となり、1位でB級1組に昇級（村山聖との同時昇級）。翌年度の第52期順位戦でも8勝3敗の成績となり、同率2位（1位は島朗）で遂にA級入りを果たした。そして更に翌年度の第53期順位戦でも勢いは止まらず、初のA級で7勝2敗の成績を収め、プレーオフで中原誠に勝利し名人初挑戦を決める。相手は羽生善治だったが、結果は1勝4敗で敗れた。
1994年度では第20期棋王戦で羽生善治に挑戦したが、0勝3敗のストレートで敗退。第16回オールスター勝ち抜き戦では8連勝を決め、同棋戦にて3回目の優勝。
1995年度は第66期棋聖戦にて勝ち進むが、三浦弘行に挑戦者決定戦決勝で敗れる。
1996年度では、第22期棋王戦で羽生善治に挑戦したが、再び0勝3敗のストレートで敗退となった（結果的に、6度のタイトル挑戦歴で、棋王戦のみ唯一2回の挑戦を決めたが、同時に番勝負で勝ち星を得られなかった唯一の棋戦となった）。また、第16回全日本プロ将棋トーナメントでも決勝に進出したが、谷川浩司に2勝3敗で敗れ、2度目の準優勝となった。
1997年度は第38期王位戦でリーグ入り。白組で4勝1敗となり、第33期以来の王位リーグ残留に成功（翌期リーグ陥落）。
1998年度は第48期王将戦にて、第41期以来の王将リーグ入り。リーグ戦でも5勝1敗で突破し、羽生善治に挑戦。羽生とのタイトル戦は4度目であったが、結果は1勝4敗で敗退した（2022年現在まで、最後のタイトル戦となっている）。なお、年度の全成績では22勝23敗となり、初めての負け越しとなった。
1999年度は第49期王将戦のリーグ戦にて4勝2敗となり、3度目の残留に成功。年度単位でも28勝16敗と再び勝ち越した。

### 2000年代～現在
2000年度は第41期王位戦で再びリーグ入り。白組で3勝2敗となり、弟弟子の深浦康市との残留決定戦を制して、5回目のリーグ残留に成功した（翌期は2勝3敗でリーグ陥落）。逆に第50期王将戦では苦戦し、1勝5敗でリーグ陥落となった。
2002年度の第15期竜王戦では1組で優勝。第52期王将戦ではリーグに復帰するも、1勝5敗で陥落。
2003年度は第61期順位戦で苦戦。2勝7敗の10位に終わり、第53期より続いていたA級の座から陥落となった。また、第53期王将戦にて2期連続のリーグ復帰をするが、3勝3敗で再び陥落となった。
2004年度の第17期竜王戦では1組2位から勝ち上がって挑戦者決定戦に進出するも、渡辺明相手に2連敗で敗退。
2005年度は第63期順位戦で9勝3敗の成績を収め、1位でA級への復帰を決めた。第18期竜王戦では2連敗し、第5期から続いた竜王戦1組の座から陥落した。また、翌年度の第64期順位戦では苦戦が続き、3勝6敗で1期でのA級から再陥落となった。逆に第19期竜王戦では好調が続き、2組ランキング戦の優勝を決め、1期で竜王戦1組への復帰を果たした（しかし翌年度に2連敗を喫し、再び2組に陥落）。
2007年、第28回JT将棋日本シリーズで渡辺明竜王、佐藤康光JT杯覇者（棋聖・棋王）、森内俊之名人らタイトル保持者を連破して優勝。2008年、第29回JT将棋日本シリーズは、決勝で弟弟子の深浦康市王位を破って2連覇し、「自分でびっくりしました」と語った。しかし同年の第67期順位戦では苦戦し、最終局で勝てば残留という局面で、既に降級が確定していた北浜健介相手に敗戦。結果、4勝8敗の不振によりB級2組への陥落となった。
2009年度は第22期竜王戦の2組ランキング戦において準優勝し、再度1組へ復帰（しかし第24期竜王戦で2連敗し、三たび2組へ降級）。
2010年度は第69期順位戦にて大苦戦し、開幕から8連敗で降級点が付いてしまった。しかし、最後の2局は意地の連勝をしており、土佐浩司を結果的にC級1組への降級へ追い込んでいる。
2011年度は第70期順位戦にて6勝4敗の勝ち越しを決めて、降級点を抹消した。他には第19期銀河戦の本戦ブロックを3連勝で突破し、決勝トーナメントでも戸辺誠に勝利した。
2013年度は第55期王位戦にて久々の王位リーグ入りを果たすも、白組にて2勝3敗で陥落した。
2014年度は第27期竜王戦にて2連敗し、3組へ降級となった。第22期銀河戦では本戦ブロックを再び3連勝で突破するも、決勝トーナメントの初戦で敗退した。
2016年度は第75期順位戦にて大苦戦し、1勝9敗の最下位で降級点となった。年度全体で見ても9勝19敗に終わり、デビュー以来初めての一桁勝ち数となってしまった。
2017年度も苦戦は続き、第76期順位戦のB級2組10回戦で中村修九段に敗れ、2回目の降級点＝C級1組への降級が決定した。
2018年度は第31期竜王戦で2連敗し、4組への降級となった。但し、年度全体の成績では18勝15敗と勝ち越しに成功した。
2019年度は第78期順位戦C級1組での成績が振るわず、3勝7敗に終わって降級点が付いてしまった。
2021年度、第80期順位戦のC級1組10回戦時点で2勝7敗となり、2度目の降級点が確定（最終的な成績は2勝8敗）。C級2組への陥落が決まった。加えて第34期竜王戦では3連敗して5組へ降級、年度全体では6勝22敗でデビュー以来最低の成績となる、など厳しい状況が続いた。
2023年度は第36期竜王戦で3連敗し、6組へ降級した。

### コンピュータ将棋
2014年、第3回将棋電王戦第4局に副将として出場（対局場：小田原城）。対局強豪プログラムのツツカナを相手に得意戦法の一つである矢倉囲いで立ち向かうも、135手で敗退した。
同年12月31日には、秒読み10分、継盤使用という森下の提案による特殊ルールでツツカナとリベンジマッチを行なった。勝勢を築くが、対局開始から20時間以上経過しても決着がつかず、翌2015年1月1日5時26分、運営側からの提案で152手目をもって指掛けとなった。秒読み10分、継盤使用というルールはヒューマンエラーをなくすという意図で提案したもので、対局後には「（継盤を使用することは）『待ったありの将棋』みたいなもので、そういう意味でプロとしての恥ずかしさもあったんですが、自分としてはミスはゼロでしたし、実際にほぼ勝ちというところまでお見せできたという意味では、自分の役割は果たせたかなと思っています」と語った。2月16日にはニコニコ生放送にて会見が行なわれ、指掛けからコンピュータ同士で100局したところ森下側の100勝だったこと、その100局の中には300手以上続く対局もあったことなどから、対局再開はせずに、森下の判定勝ちとなった。なお、対局時には継盤を撮影するカメラに向かって着手の解説をするファンサービスも行っている。
ちなみにその間に行われた電王戦タッグマッチ2014ではツツカナと組み出場したが西尾明・ponanzaに敗れ結果的には準優勝になった。
2016年12月31日、稲葉陽・斎藤慎太郎とタッグを組み、大樹の枝・nozomi・ponanzaと3対3の合議制で対局する電王戦合議制マッチが開催されたが、156手で敗れた。

## 棋風
- 研究熱心な居飛車党である。しかし、向かい飛車などの振り飛車も時折用いる。
- 矢倉戦法の一つである森下システムを考案した。これにより、のちに2005年度将棋大賞の升田幸三賞特別賞を受賞。
- 基本的に受け将棋であり、先に相手に攻めさせてからのカウンターを得意とする棋風である[注 7]。
- 「駒得は裏切らない」という発言で知られる[8]。

## 人物
- 長年に渡って順位戦A級、竜王戦1組に在籍し、一般棋戦優勝も重ねた。しかし、タイトル戦でタイトル獲得歴の無い棋士としては最多の6度も挑戦者となるもタイトル獲得できず、「無冠の帝王」「シルバーコレクター」の異名を持つ[9][10]。
- 師匠の花村が亡くなった後は代理として弟弟子の深浦の面倒を見ていた。後に深浦が佐々木大地を弟子に取るか迷った際も相談に乗っている[11]。
- 極めて礼儀正しく、知人をみつけると100m先であってもお辞儀をするという噂が出るほど将棋界一の律儀者と言われる。また、日頃の雑談が楽しいという、棋士仲間（女流棋士も含む）の間での評判がある。
- 夜型の棋士が多い中で生活も極めて規則正しく、毎日朝5時に熱いシャワーを浴びて目を覚ます。（早起きするのは、他に邪魔されることがなく集中できるから[3]）
- NHK杯戦などで解説役を務めるとき、自分の考えに合わない手を対局者が指すと、低めの声の、ゆっくりとした批判口調で「これは驚きましたね」「ほー、こう指すもんですか」と言う。1局の中で何回も言うこともある。
- 羽生が七冠を達成した際、周囲からは賞賛する声が多い中で、森下は「棋士全員にとって屈辱です。」と発言し、一人気概を見せていた。なお、羽生が七冠となる過程の名人戦と棋王戦は森下自身が挑戦し奪取に失敗したものであった。
- 2005年度の棋士総会での理事選挙に立候補し当選、日本将棋連盟の出版、総務、経理担当理事を勤めた。2007年5月の理事選挙に出馬せずに退任した。
- 2007年3月に腹膜炎で手術のため入院。この影響で当時対局が予定されていた棋聖戦決勝トーナメントなど数局が不戦敗又は延期になってしまった。
- 2008年10月からの半年間、NHK将棋講座の講師を務めた[注 8]。
- 記録係の「残り○分です」というかけ声に対し、しばしば「はい」と声を出して答える棋士がいるが、森下もその一人である。藤井猛によると、対局時計の機械の秒読み声にも「はい」と答えるという。
- 2014年前後に心境の変化があり、座右の銘は「淡々」から「情熱」に変化したという。
- 毎朝嗜むほどコーヒーが大好物である。しかし第3回電王戦ツツカナとの対局前日から勝利への神頼みの意味も込めて、酒とともに3年間絶飲を継続している。なお、その影響で大幅に減量した[12]。
- 一人息子の森下大地は元俳優で、2014年にデビューを果たし、NHK連続テレビ小説『あさが来た』に出演するなどしている[13][14]。父自身は「棋士を目指すことの厳しさを知っているので、息子には将棋を教えなかった」と語り、息子もまた「（父が僕に）将棋をやって欲しくないというのが判ったので職業にしたいとは思わなかった」と語っている[14]。2019年2月放送の『盤上のアルファ〜約束の将棋〜』でテレビドラマに初出演し、長男・大地と親子役で初共演する[15][16]。
- 小学4年から中学3年までの間、週に1回将棋を指せば一生楽しめる実力がつき、「将棋を義務教育化すべきだと考えています」との持論を持つ[17]。

## 弟子

### 棋士となった弟子
| 名前     | 四段昇段日    | 段位、主な活躍                                     |
| -------- | ------------- | -------------------------------------------------- |
| 増田康宏 | 2014年10月1日 | 八段、タイトル挑戦1回、A級在籍2期、一般棋戦優勝2回 |

（2025年4月1日現在）

## 昇段履歴
- 1978年11月00日 ： 6級 = 関東奨励会入会 [18]
- 1980年09月00日 ： 1級 [19]
- 1981年06月00日 ： 初段 [20]
- 1981年11月00日 ： 二段 [21]
- 1982年04月00日 ： 三段 [22]
- 1983年09月21日 ： 四段 = プロ入り[23]
- 1987年01月14日 ： 五段（勝数規定／公式戦100勝）
- 1989年10月03日 ： 六段（勝数規定／五段昇段後公式戦120勝）
- 1992年03月08日 ： 七段（勝数規定／六段昇段後公式戦150勝）
- 1994年04月01日 ： 八段（順位戦A級昇級）
- 2003年12月12日 ： 九段（勝数規定／八段昇段後公式戦250勝）[24]

## 主な成績

### タイトル挑戦
- 竜王戦 1回（第4期 = 1991年度）
- 名人戦 1回（第53期 = 1995年度）
- 棋王戦 2回（第22期 = 1994年度、1996年度）
- 王将戦 1回（第48期 = 1998年度）
- 棋聖戦 1回（第57期 = 1990年度後期）

タイトル戦登場回数 合計6回、獲得なし

### 一般棋戦優勝
- 全日本プロトーナメント　1回（1990年度=第9回）
- 新人王戦　1回（1990年度=第21回）
- 勝ち抜き戦5連勝以上　3回　-　第12回（1989年度、6勝）、第13回（1990-1991年度、6勝）、第16回（1994年度、8勝）
- 天王戦　1回（第6回）
- JT将棋日本シリーズ　2回（2007年度=第28回、2008年度）

優勝合計8回

### 将棋大賞
- 第15回（1987年度） 新人賞
- 第17回（1989年度） 敢闘賞
- 第18回（1990年度） 殊勲賞・勝率第一位賞（0.757）・最多勝利賞（56勝）・最多対局賞（74局）
- 第19回（1991年度） 技能賞
- 第22回（1994年度） 技能賞
- 第33回（2005年度） 升田幸三賞特別賞　「森下システム」

### 在籍クラス
| 開始 年度 | (出典)順位戦出典 | (出典)順位戦出典 | (出典)順位戦出典 | (出典)順位戦出典 | (出典)順位戦出典 | (出典)順位戦出典 | (出典)順位戦出典 | (出典)順位戦出典 | (出典)竜王戦出典 | (出典)竜王戦出典 | (出典)竜王戦出典 | (出典)竜王戦出典 | (出典)竜王戦出典 | (出典)竜王戦出典 | (出典)竜王戦出典 | (出典)竜王戦出典 | (出典)竜王戦出典 | (出典)竜王戦出典 |
| 開始 年度 | 期               | 名人             | A級              | B級              | B級              | C級              | C級              | 0                | 期               | 竜王             | 1組              | 2組              | 3組              | 4組              | 5組              | 6組              | 決勝 T           |                  |
| 開始 年度 | 期               | 名人             | A級              | 1組              | 2組              | 1組              | 2組              | 0                | 期               | 竜王             | 1組              | 2組              | 3組              | 4組              | 5組              | 6組              | 決勝 T           |                  |
| --- | ---------------- | ---------------- | ---------------- | ---------------- | ---------------- | ---------------- | ---------------- | ---------------- | ---------------- | ---------------- | ---------------- | ---------------- | ---------------- | ---------------- | ---------------- | ---------------- | ---------------- | ---------------- |
| 1984 | 43               |                  |                  |                  |                  |                  | C242             | 5-5              |                  |                  |                  |                  |                  |                  |                  |                  |                  |                  |
| 1985 | 44               |                  |                  |                  |                  |                  | C222             | 6-4              |                  |                  |                  |                  |                  |                  |                  |                  |                  |                  |
| 1986 | 45               |                  |                  |                  |                  |                  | C214             | 8-2              |                  | ( 棋戦創設前 )   | ( 棋戦創設前 )   | ( 棋戦創設前 )   | ( 棋戦創設前 )   | ( 棋戦創設前 )   | ( 棋戦創設前 )   | ( 棋戦創設前 )   | ( 棋戦創設前 )   | ( 棋戦創設前 )   |
| 1987 | 46               |                  |                  |                  |                  |                  | C203             | 7-3              | 1                |                  |                  |                  |                  | 4組              |                  |                  | --               | 2-1/昇1-1        |
| 1988 | 47               |                  |                  |                  |                  |                  | C205             | 9-1              | 2                |                  |                  |                  |                  | 4組              |                  |                  | 3-2              | 5-0 (1位)        |
| 1989 | 48               |                  |                  |                  |                  | C120             |                  | 8-2              | 3                |                  |                  |                  | 3組              |                  |                  |                  | --               | 1-1/昇3-1        |
| 1990 | 49               |                  |                  |                  |                  | C103             |                  | 9-1              | 4                |                  |                  |                  | 3組              |                  |                  |                  | 5-0              | 4-0 (1位)        |
| 1991 | 50               |                  |                  |                  | B219             |                  |                  | 7-3              | 5                |                  | 1組              |                  |                  |                  |                  |                  | --               | 2-1/出0-1        |
| 1992 | 51               |                  |                  |                  | B205             |                  |                  | 9-1              | 6                |                  | 1組              |                  |                  |                  |                  |                  | --               | 1-1/出1-1        |
| 1993 | 52               |                  |                  | B111             |                  |                  |                  | 8-3              | 7                |                  | 1組              |                  |                  |                  |                  |                  | --               | 0-1/出3-1        |
| 1994 | 53               |                  | A10              |                  |                  |                  |                  | 8-2              | 8                |                  | 1組              |                  |                  |                  |                  |                  | 1-1              | 3-1 (2位)        |
| 1995 | 54               |                  | A 01             |                  |                  |                  |                  | 6-6              | 9                |                  | 1組              |                  |                  |                  |                  |                  | --               | 1-1/出0-1        |
| 1996 | 55               |                  | A 02             |                  |                  |                  |                  | 5-4              | 10               |                  | 1組              |                  |                  |                  |                  |                  | --               | 1-1/出2-1        |
| 1997 | 56               |                  | A 03             |                  |                  |                  |                  | 5-4              | 11               |                  | 1組              |                  |                  |                  |                  |                  | --               | 1-1/出0-1        |
| 1998 | 57               |                  | A 04             |                  |                  |                  |                  | 3-5              | 12               |                  | 1組              |                  |                  |                  |                  |                  | --               | 0-1/出2-1        |
| 1999 | 58               |                  | A 05             |                  |                  |                  |                  | 5-4              | 13               |                  | 1組              |                  |                  |                  |                  |                  | --               | 1-1/出0-1        |
| 2000 | 59               |                  | A 04             |                  |                  |                  |                  | 4-5              | 14               |                  | 1組              |                  |                  |                  |                  |                  | --               | 2-1/出0-1        |
| 2001 | 60               |                  | A 06             |                  |                  |                  |                  | 5-4              | 15               |                  | 1組              |                  |                  |                  |                  |                  | 0-1              | 4-0 (1位)        |
| 2002 | 61               |                  | A 05             |                  |                  |                  |                  | 2-7              | 16               |                  | 1組              |                  |                  |                  |                  |                  | --               | 1-1/出0-1        |
| 2003 | 62               |                  |                  | B102             |                  |                  |                  | 7-5              | 17               |                  | 1組              |                  |                  |                  |                  |                  | 2-2              | 3-1 (2位)        |
| 2004 | 63               |                  |                  | B105             |                  |                  |                  | 9-3              | 18               |                  | 1組              |                  |                  |                  |                  |                  | --               | 0-1/出0-1        |
| 2005 | 64               |                  | A 09             |                  |                  |                  |                  | 3-6              | 19               |                  |                  | 2組              |                  |                  |                  |                  | 0-1              | 4-0 (1位)        |
| 2006 | 65               |                  |                  | B102             |                  |                  |                  | 5-7              | 20               |                  | 1組              |                  |                  |                  |                  |                  | --               | 0-1/出0-1        |
| 2007 | 66               |                  |                  | B110             |                  |                  |                  | 5-7              | 21               |                  |                  | 2組              |                  |                  |                  |                  | --               | 1-1/昇1-1        |
| 2008 | 67               |                  |                  | B110             |                  |                  |                  | 4-8              | 22               |                  |                  | 2組              |                  |                  |                  |                  | 0-1              | 3-1 (2位)        |
| 2009 | 68               |                  |                  |                  | B202             |                  |                  | 6-4              | 23               |                  | 1組              |                  |                  |                  |                  |                  | --               | 1-1/出0-1        |
| 2010 | 69               |                  |                  |                  | B207x            |                  |                  | 2-8              | 24               |                  | 1組              |                  |                  |                  |                  |                  | --               | 0-1/出0-1        |
| 2011 | 70               |                  |                  |                  | B223*+           |                  |                  | 6-4              | 25               |                  |                  | 2組              |                  |                  |                  |                  | --               | 0-1/昇2-1        |
| 2012 | 71               |                  |                  |                  | B211             |                  |                  | 5-5              | 26               |                  |                  | 2組              |                  |                  |                  |                  | --               | 1-1/昇2-1        |
| 2013 | 72               |                  |                  |                  | B210             |                  |                  | 6-4              | 27               |                  |                  | 2組              |                  |                  |                  |                  | --               | 0-1/昇0-1        |
| 2014 | 73               |                  |                  |                  | B208             |                  |                  | 3-7              | 28               |                  |                  |                  | 3組              |                  |                  |                  | --               | 0-1/昇1-1        |
| 2015 | 74               |                  |                  |                  | B220             |                  |                  | 5-5              | 29               |                  |                  |                  | 3組              |                  |                  |                  | --               | 1-1/昇1-1        |
| 2016 | 75               |                  |                  |                  | B215x            |                  |                  | 1-9              | 30               |                  |                  |                  | 3組              |                  |                  |                  | --               | 0-1/昇2-1        |
| 2017 | 76               |                  |                  |                  | B225*x           |                  |                  | 3-7              | 31               |                  |                  |                  | 3組              |                  |                  |                  | --               | 0-1/昇0-1        |
| 2018 | 77               |                  |                  |                  |                  | C101             |                  | 4-6              | 32               |                  |                  |                  |                  | 4組              |                  |                  | --               | 0-1/昇1-1        |
| 2019 | 78               |                  |                  |                  |                  | C109x            |                  | 3-7              | 33               |                  |                  |                  |                  | 4組              |                  |                  | --               | 1-1/昇0-1        |
| 2020 | 79               |                  |                  |                  |                  | C133*            |                  | 4-6              | 34               |                  |                  |                  |                  | 4組              |                  |                  | --               | 0-1/昇0-1/残0-1  |
| 2021 | 80               |                  |                  |                  |                  | C127*x           |                  | 2-8              | 35               |                  |                  |                  |                  |                  | 5組              |                  | --               | 2-1/昇1-1        |
| 2022 | 81               |                  |                  |                  |                  |                  | C202             | 6-4              | 36               |                  |                  |                  |                  |                  | 5組              |                  | --               | 0-1/昇0-1/残0-1  |
| 2023 | 82               |                  |                  |                  |                  |                  | C217             | 5-5              | 37               |                  |                  |                  |                  |                  |                  | 6組              | --               | 0-1/昇0-1        |
| 2024 | 83               |                  |                  |                  |                  |                  | C223             | 4-6              | 38               |                  |                  |                  |                  |                  |                  | 6組              | --               | -                |
| 2025 | 84               |                  |                  |                  |                  |                  | C239             | 暫定順位         | 39               | (開始前)         | (開始前)         | (開始前)         | (開始前)         | (開始前)         | (開始前)         | (開始前)         | (開始前)         | (開始前)         |
| 順位戦、竜王戦の 枠表記 は挑戦者。右欄の数字は勝-敗(番勝負/PO含まず)。 順位戦の右数字はクラス内順位 ( x当期降級点 / *累積降級点 / +降級点消去 ) 順位戦の「F編」はフリークラス編入 /「F宣」は宣言によるフリークラス転出。 竜王戦の 太字 はランキング戦優勝、竜王戦の 組(添字) は棋士以外の枠での出場。 |                  |                  |                  |                  |                  |                  |                  |                  |                  |                  |                  |                  |                  |                  |                  |                  |                  |                  |

### 年度別成績
| 年度             | 対局数 | 勝数 | 負数 | 勝率   | (出典)     |
| ---------------- | ------ | ---- | ---- | ------ | ---------- |
| 1983年度         | 19     | 13   | 6    | 0.6842 | [ 要出典 ] |
| 1984年度         | 49     | 31   | 18   | 0.6327 | [ 要出典 ] |
| 1985年度         | 53     | 30   | 23   | 0.5650 | [ 要出典 ] |
| 1986年度         | 53     | 37   | 16   | 0.6981 | [ 要出典 ] |
| 1987年度         | 59     | 44   | 15   | 0.7458 | [ 要出典 ] |
| 1988年度         | 57     | 39   | 18   | 0.6842 | [ 要出典 ] |
| 1989年度         | 69     | 51   | 18   | 0.7391 | [ 要出典 ] |
| 1990年度         | 74     | 56   | 18   | 0.7568 | [ 27 ]     |
| 1983-1990 (小計) | 365    | 291  | 74   |        |            |
| 年度             | 対局数 | 勝数 | 負数 | 勝率   | (出典)     |
| 1991年度         | 78     | 54   | 23   | 0.7013 | [ 28 ]     |
| 1992年度         | 59     | 38   | 21   | 0.6441 | [ 29 ]     |
| 1993年度         | 47     | 27   | 20   | 0.5745 | [ 30 ]     |
| 1994年度         | 55     | 39   | 16   | 0.7091 | [ 31 ]     |
| 1995年度         | 46     | 26   | 20   | 0.5652 | [ 32 ]     |
| 1996年度         | 51     | 30   | 21   | 0.5882 | [ 33 ]     |
| 1997年度         | 44     | 25   | 19   | 0.5682 | [ 34 ]     |
| 1998年度         | 45     | 22   | 23   | 0.4889 | [ 35 ]     |
| 1999年度         | 44     | 28   | 16   | 0.6364 | [ 36 ]     |
| 2000年度         | 45     | 23   | 22   | 0.5111 | [ 37 ]     |
| 1991-2000 (小計) | 514    | 312  | 202  |        |            |
| 年度             | 対局数 | 勝数 | 負数 | 勝率   | (出典)     |
| 2001年度         | 37     | 19   | 18   | 0.5135 | [ 38 ]     |
| 2002年度         | 45     | 21   | 24   | 0.4667 | [ 39 ]     |
| 2003年度         | 38     | 21   | 17   | 0.5526 | [ 40 ]     |
| 2004年度         | 33     | 18   | 15   | 0.5455 | [ 41 ]     |
| 2005年度         | 46     | 30   | 16   | 0.6522 | [ 42 ]     |
| 2006年度         | 36     | 17   | 19   | 0.4722 | [ 43 ]     |
| 2007年度         | 35     | 17   | 18   | 0.4857 | [ 44 ]     |
| 2008年度         | 37     | 19   | 18   | 0.5135 | [ 45 ]     |
| 2009年度         | 36     | 17   | 19   | 0.4722 | [ 46 ]     |
| 2010年度         | 34     | 16   | 18   | 0.4706 | [ 47 ]     |
| 2001-2010 (小計) | 377    | 195  | 182  |        |            |
| 年度             | 対局数 | 勝数 | 負数 | 勝率   | (出典)     |
| 2011年度         | 34     | 18   | 16   | 0.5294 | [ 48 ]     |
| 2012年度         | 28     | 14   | 14   | 0.5000 | [ 49 ]     |
| 2013年度         | 31     | 18   | 13   | 0.5806 | [ 50 ]     |
| 2014年度         | 37     | 15   | 22   | 0.4054 | [ 51 ]     |
| 2015年度         | 33     | 16   | 17   | 0.4848 | [ 52 ]     |
| 2016年度         | 28     | 9    | 19   | 0.3214 | [ 53 ]     |
| 2017年度         | 29     | 11   | 18   | 0.3793 | [ 54 ]     |
| 2018年度         | 33     | 18   | 15   | 0.5455 | [ 55 ]     |
| 2019年度         | 29     | 11   | 18   | 0.3793 | [ 56 ]     |
| 2020年度         | 35     | 19   | 16   | 0.5429 | [ 57 ]     |
| 2011-2020 (小計) | 317    | 149  | 168  |        |            |
| 年度             | 対局数 | 勝数 | 負数 | 勝率   | (出典)     |
| 2021年度         | 28     | 6    | 12   | 0.2143 | [ 58 ]     |
| 2022年度         | 29     | 15   | 14   | 0.5172 | [ 59 ]     |
| 2023年度         | 28     | 10   | 18   | 0.3571 | [ 60 ]     |
| 2021-2023 (小計) | 85     | 31   | 54   |        |            |
| 通算             | 1726   | 988  | 737  | 0.5727 | [ 61 ]     |
| 2023年度まで     |        |      |      |        |            |

### その他表彰
勝数表彰
- 2000年09月22日：通算0600勝（将棋栄誉賞、史上22人目）[62]
- 2010年08月19日：通算0800勝（将棋栄誉敢闘賞、史上14人目、800勝502敗1持将棋、勝率0.614）[63]
- 2025年03月11日：通算1000勝（特別将棋栄誉賞、史上12人目、1000勝756敗1持将棋、勝率0.569）[64][65]
2025年03月11日：※将棋界初、タイトル無冠での1000勝達成[66]。

現役勤続表彰
- 2008年11月：現役勤続25年 [67]
- 2023年11月：現役勤続40年 [68]

## 主な著書
- 将棋基本戦法　居飛車編（1997年9月、日本将棋連盟、ISBN 4-8197-0336-6）
- 8五飛を指してみる本（2001年11月、河出書房新社、ISBN 4-309-73131-7）
- 森下の対振り飛車熱戦譜（2002年11月、毎日コミュニケーションズ、ISBN 4-8399-0594-0）
- なんでも中飛車（2003年9月、創元社、ISBN 4-422-75101-8）

## 出演

### テレビドラマ
- 盤上のアルファ〜約束の将棋〜 第3回（2019年2月17日、NHK BSプレミアム） - 水上九段 役